# Hypophytala ugandae
Hypophytala ugandae är en fjärilsart som beskrevs av Jackson 1962. Hypophytala ugandae ingår i släktet Hypophytala och familjen juvelvingar. Inga underarter finns listade i Catalogue of Life.